# Recorte de polígonos
Para el recorte de polígonos, requerimos de un algoritmo que genere una o más áreas que después se convierten por su cálculo. La salida de un algoritmo de recorte de polígonos debe ser una secuencia de vértices, que define las fronteras de los polígonos recortados.
Algunos de estos algoritmos son los de Sutherland-Hodgman, Weiler-Atherton, Weiler y la adaptación de Liang-Barsky para recorte de polígonos.